# SG-3 (odwiert)

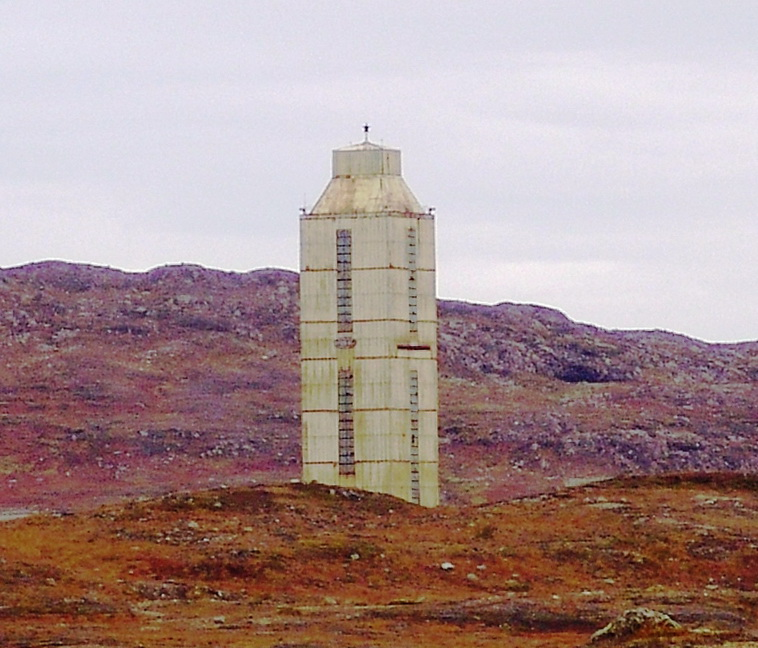
SG-3, 2007

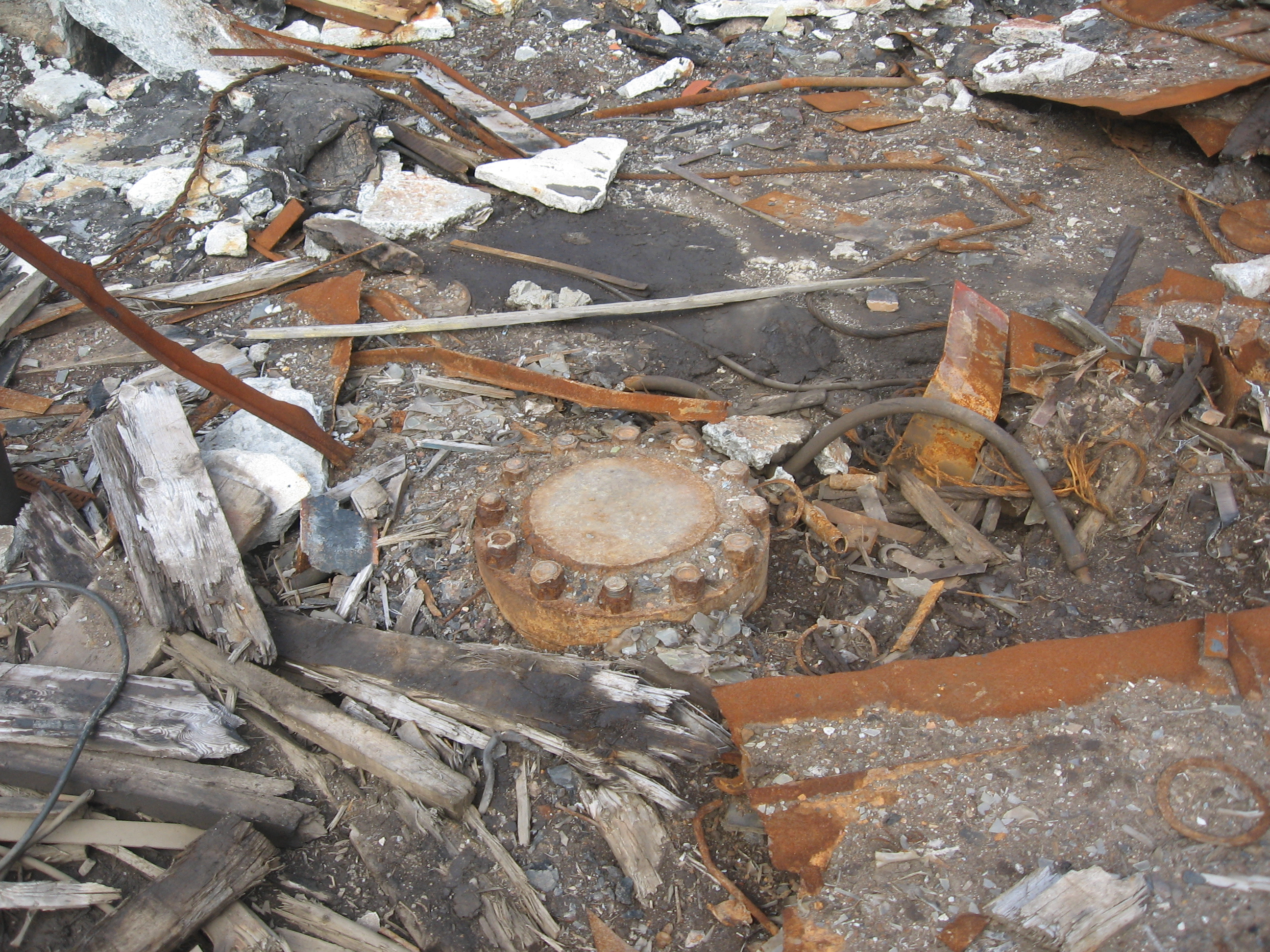
SG-3, sierpień 2012

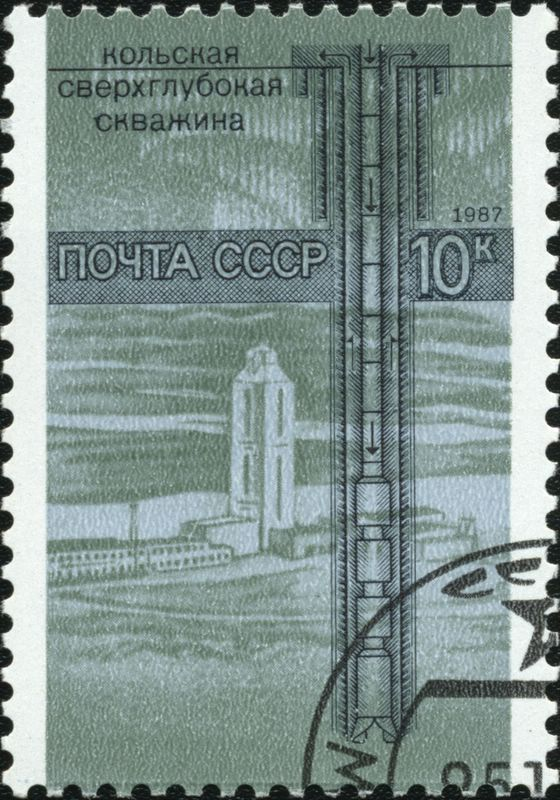
Odwiert SG-3 na radzieckim znaczku pocztowym

SG-3, Supergłęboki Odwiert Kolski (ros. Кольская сверхглубокая скважина, Kolskaja swierchgłubokaja skważyna) – najgłębszy odwiert badawczy na świecie, a do 2008 roku także najdłuższy odwiert świata.
Jego głębokość to 12 262 metry. Znajduje się w Rosji, w obwodzie murmańskim, na Półwyspie Kolskim, około 10 km od miasta Zapolarnyj. Przez dwie dekady był również najdłuższy, obecnie jest trzeci pod względem długości po wywierconym w 2008 Al Shaheen Oil Well w Katarze (12 289 m) i ukończonym w 2011 Sachalin-I Odoptu OP-11 (12 345 m). Średnica części górnej odwiertu wynosi 92 centymetry, natomiast u podstawy 21,5 centymetra.
Wiercenie zostało rozpoczęte w ZSRR 24 maja 1970 roku. Planowano przewiercenie warstwy granitowej skorupy ziemskiej kontynentalnej. Początkowo zamierzano osiągnąć głębokość 15 000 metrów, jednak z powodu problemów spowodowanych m.in. wyższą temperaturą skał na osiągniętej głębokości niż przypuszczano (190°C zamiast 100⁰C) prace zakończono po dotarciu na głębokość 12 262 metrów w 1994 roku, na ponad 2,7 km przed osiągnięciem celu.
W 2005 roku z powodu braku funduszy prace nad pogłębianiem odwiertu zostały zakończone. Całe wyposażenie wiertnicze i badawcze zostało zezłomowane, a odwiert pozostaje opuszczony od 2008 roku.